# Gucci
Gucci es una firma italiana de productos de lujo con sede en Florencia, capital de la región de la Toscana. Se dedica al diseño y fabricación de artículos de moda tales como ropa, zapatos, joyas, bolsos, relojes y perfumes. Se destacan sus artículos de cuero. 
Para septiembre de 2009, Gucci operaba de forma directa 278 tiendas distribuidas por todo el mundo y vendía al por mayor sus productos mediante franquicias y tiendas de departamentos orientadas al segmento de lujo. En el 2013, la marca estaba valuada 12100 millones de dólares, y sus ventas anuales alcanzaban a 4700 millones de dólares. La revista Forbes en su lista de Las Marcas Más Valiosas del Mundo, ubicaba a Gucci en el puesto 38, estimando la marca valía 12400 millones de dólares en mayo del 2015. En enero del 2015, el director creativo era Alessandro Michele.

## Historia

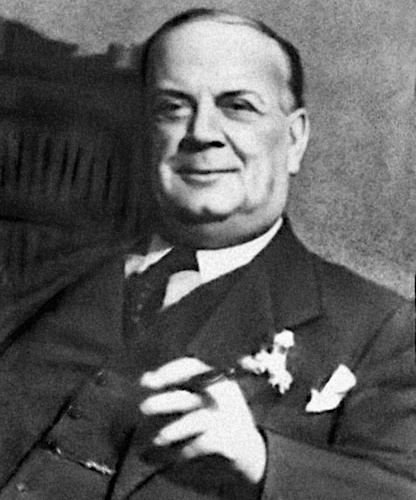
El fundador Guccio Gucci (1940).

Como un trabajador inmigrante de un hotel en París y luego en Londres, el joven Guccio Gucci (1881–1953) quedó impresionado con el lujoso equipaje que llevaban los huéspedes urbanos del Hotel Savoy. Antes de dejar Londres, visitó al fabricante de equipajes, H.J. Cave & Sons. Al regresar a su lugar de nacimiento en Florencia, una ciudad distinguida por los materiales de alta calidad y artesanos expertos, estableció una tienda en 1920 que vendía artículos caros de cuero fino y con un estilo clásico. Aunque Gucci organizó sus salas de trabajo para métodos industriales de producción, mantuvo los aspectos tradicionales de la fabricación. Inicialmente, Gucci empleó trabajadores calificados en artesanías básicas de cuero florentino, atentos a los acabados. Con la expansión, la costura a máquina fue un método de producción que apoyó la fabricación.
Junto con tres de sus hijos, Aldo Gucci (1905-1990), Vasco Gucci (1907-1975) y Rodolfo Gucci (1912-1983), Gucci expandió la compañía para incluir tiendas en Milán y Roma, así como tiendas adicionales en Florencia. Las tiendas de Gucci presentaban accesorios de cuero finamente elaborados como bolsos, zapatos y su icónico mocasín ornamentado, al igual que sedas y prendas de punto en un patrón característico.
La compañía fabricó bolsos de lona de algodón en lugar de cuero durante la Segunda Guerra Mundial como resultado de la escasez de material. Sin embargo, el lienzo se distinguió por un símbolo distintivo de doble G combinado con bandas rojas y verdes prominentes. En 1947 apareció por primera vez el conocido símbolo de Gucci. Este fue diseñado en 1933 por Aldo Gucci, hijo del fundador y dueño de la casa de moda, Guccio Gucci, a quien se le atribuyen las dos G del símbolo. Este logo fue introducido en la industria de la moda inicialmente como broche, pero tiempo después se incluyó en el campo de las maletas, bolsos y bolsones de deporte. Después de la guerra, la cresta de Gucci, que mostraba un escudo y un caballero con armadura rodeado por una cinta con el apellido, se convirtió en sinónimo de la ciudad de Florencia.
Aldo y Rodolfo Gucci expandieron los horizontes de la empresa en 1953 abriendo oficinas en la ciudad de Nueva York. Las estrella de cine y viajeros del jet-set que visitaban Italia durante las décadas de 1950 y 1960 llevaban su glamur a Florencia, convirtiendo los artículos fabricados por Gucci en símbolos de estatus internacional. Las estrellas de cine posaban con vestidos, accesorios y zapatos Gucci para revistas de moda de todo el mundo, contribuyendo a cimentar la marca y su reputación a nivel mundial.

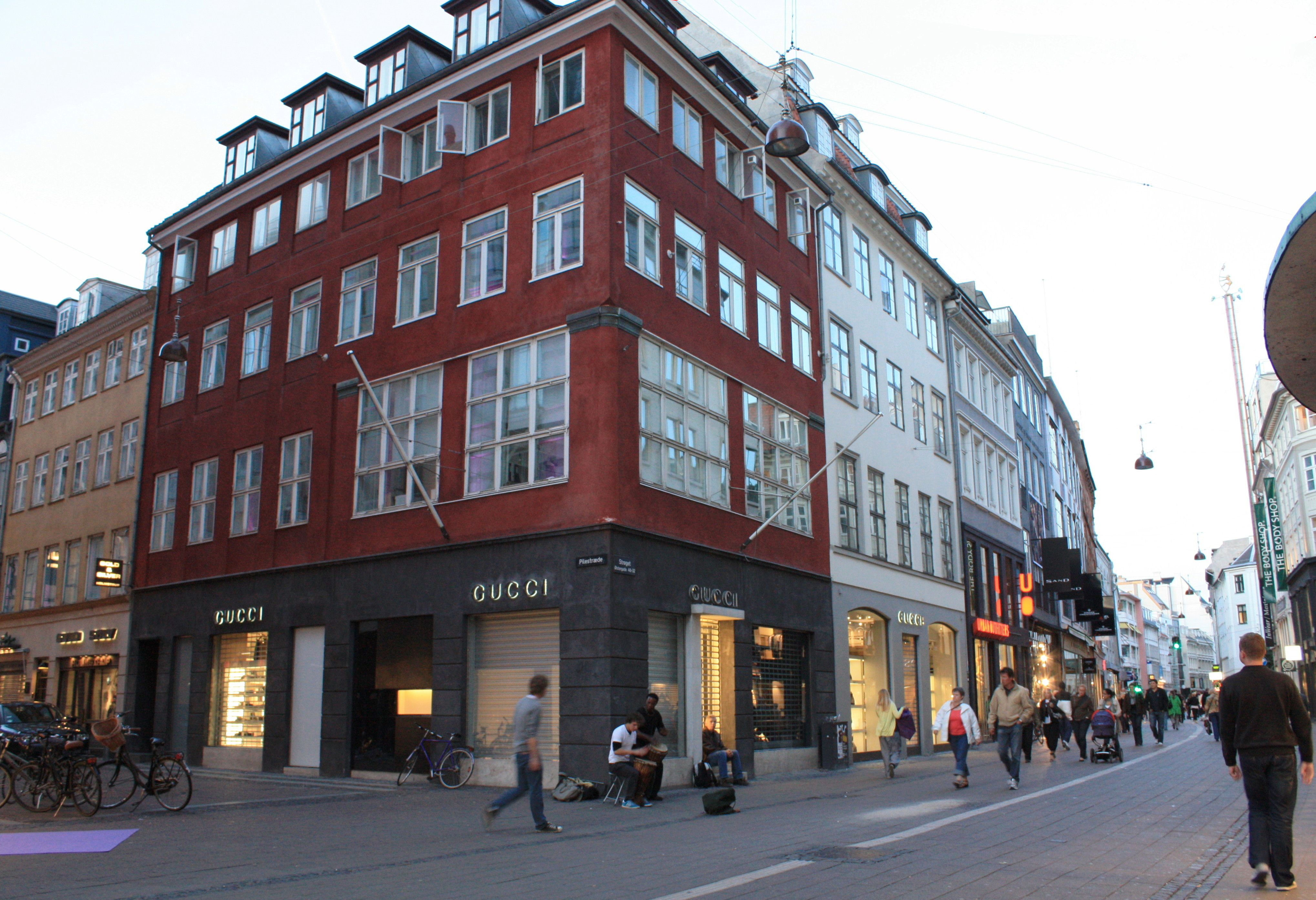
Tienda Gucci en Strøget en Copenhague, Dinamarca.

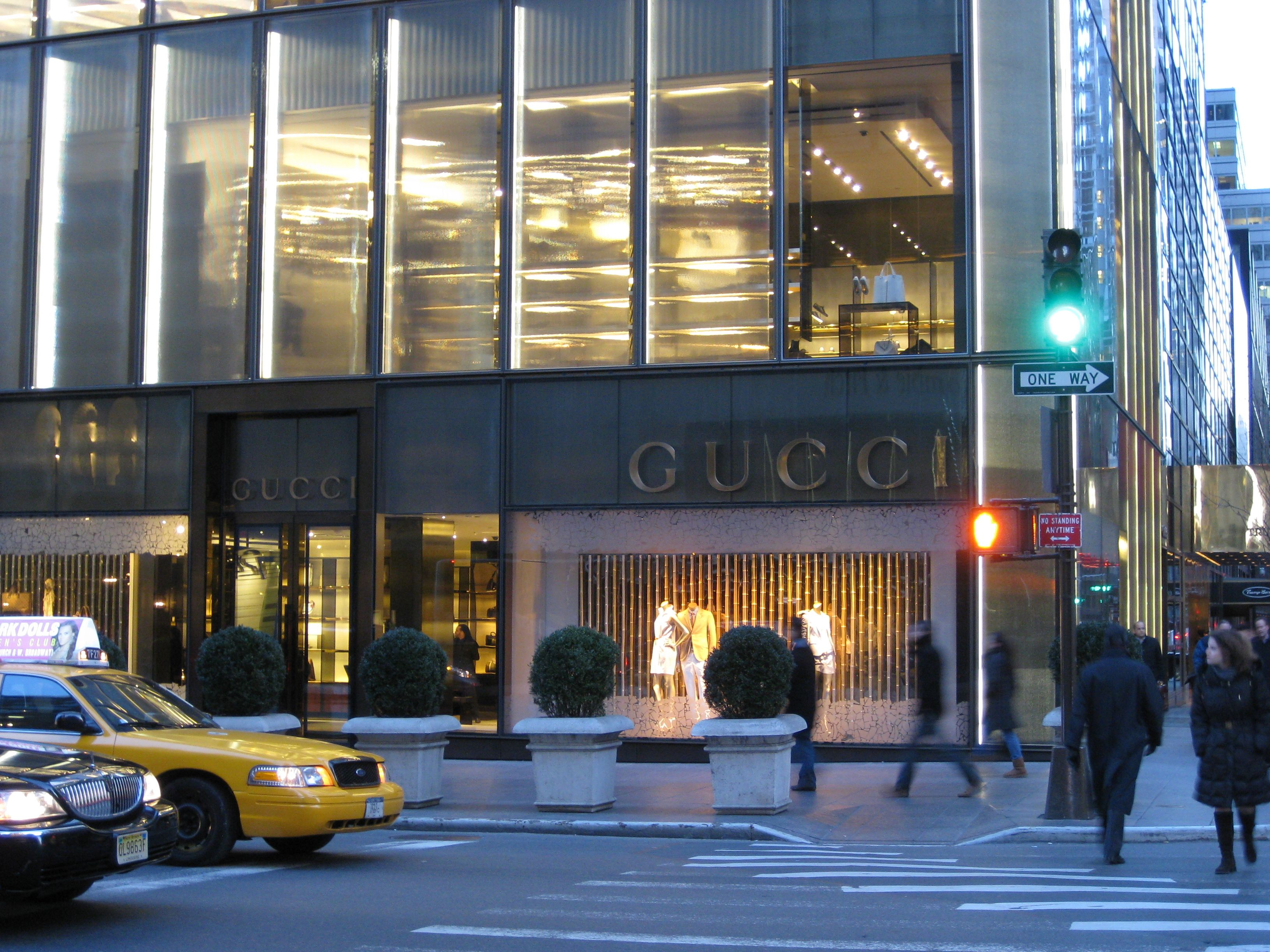
Tienda Gucci en la Quinta Avenida en la ciudad de Nueva York.

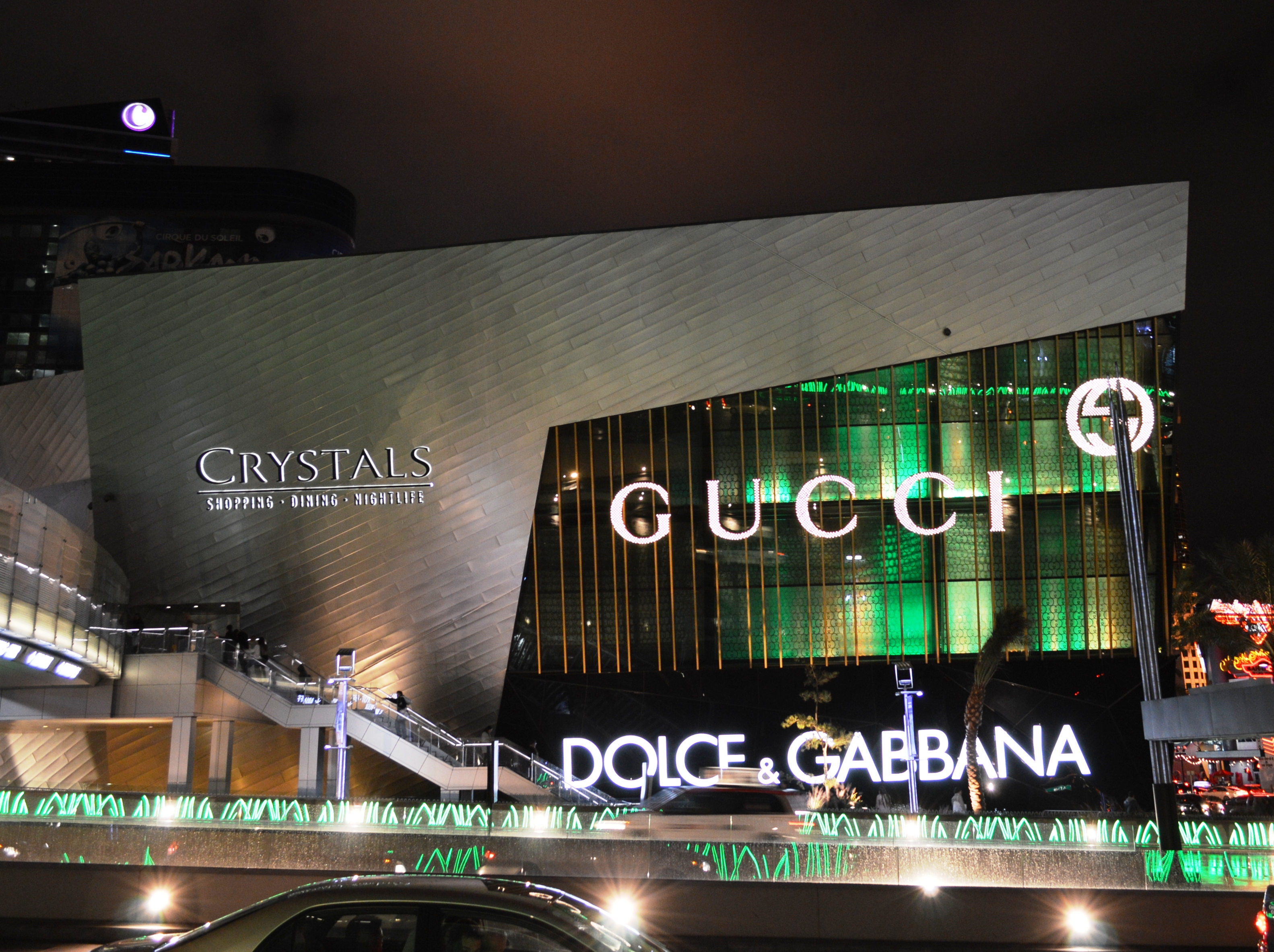
Tienda Gucci en Las Vegas Strip en Las Vegas.

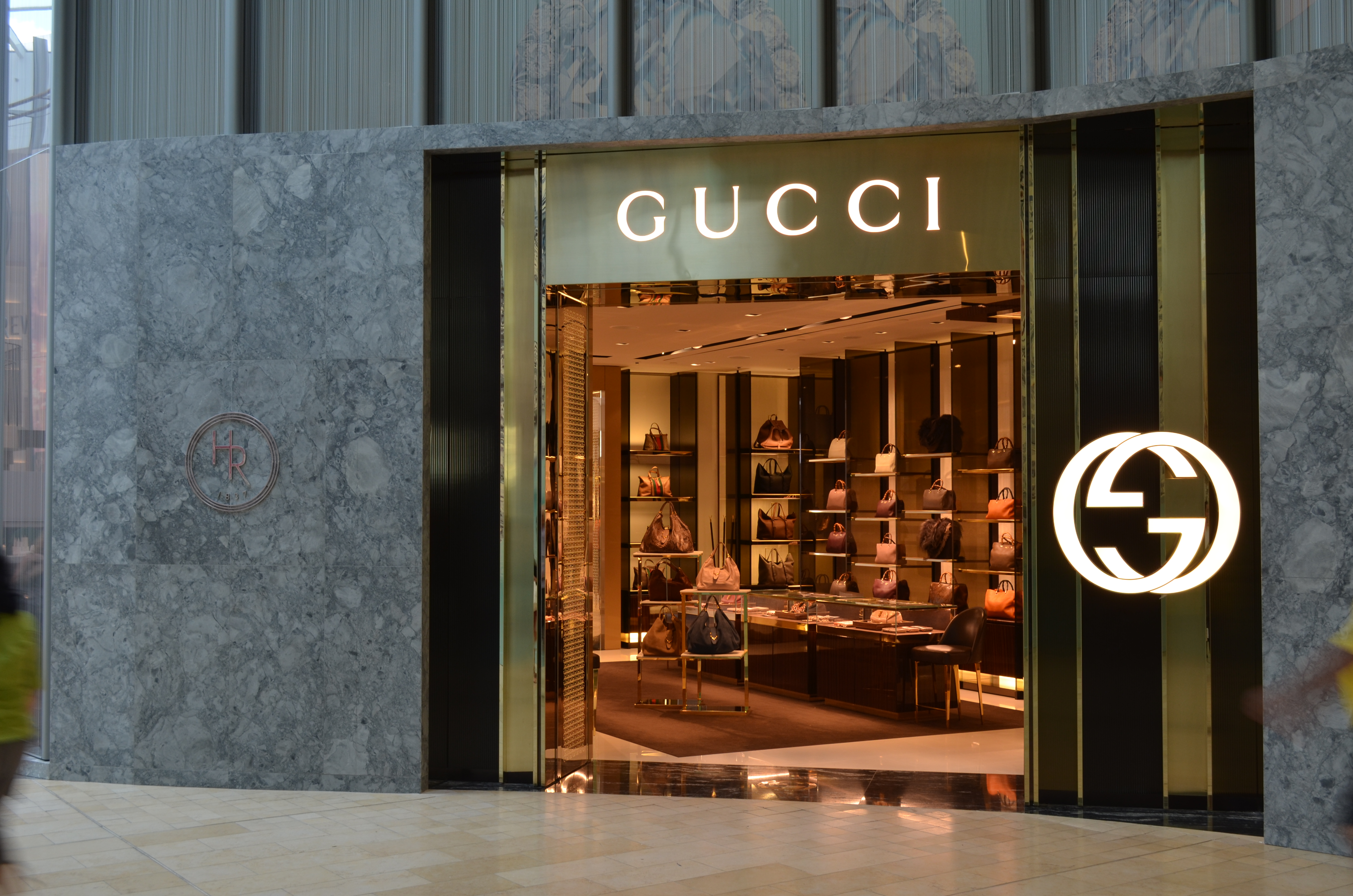
Tienda Gucci en Toronto, Canadá.

Las líneas distintivas de los diseños Gucci convirtieron sus productos entre los más copiados en el mundo a principios de la década de 2000. La piel de cerdo, ternera y pieles exóticas importadas de animales fueron sometidas a varios métodos de fabricación. Se usaron lonas impermeables y satén para los bolsos de noche. El bambú se usó por primera vez para hacer manijas de bolsos mediante un proceso de calentamiento y moldeo en 1947, y los bolsos hechos con una correa para el hombro y una decoración con forma de serpiente se introdujeron en 1960. En 1964, el exuberante patrón de mariposa de Gucci se creó a medida para fulares de seda, seguidos de patrones florales igualmente exuberantes. El mocasín Gucci original se actualizó con un distintivo adorno en forma de serpiente en 1966, mientras que el juego de equipaje "Rolls-Royce" se introdujo en 1970. Relojes, joyas, corbatas y gafas se agregaron a las líneas de productos de la compañía. Un toque particularmente icónico, introducido en 1964, fue el uso del logotipo doble G para las hebillas de cinturón y otras decoraciones de accesorios.
La compañía prosperó durante la década de 1970, pero la década de 1980 estuvo marcada por disputas familiares internas que llevaron a Gucci al borde del desastre. El hijo de Rodolfo, Maurizio Gucci, se hizo cargo de la dirección de la compañía después de la muerte de su padre en 1983 y despidió a su tío Aldo, quien finalmente cumplió una pena de prisión por evasión de impuestos. Maurizio demostró ser un fracaso como presidente ejecutivo; en 1988 se vio obligado a vender la empresa familiar a Investcorp, una empresa con sede en Baréin. Maurizio se deshizo de sus acciones restantes en 1993. Maurizio fue asesinado por un asesino a sueldo en Milán en 1995, y su exesposa, Patrizia Reggiani, fue condenada por contratar a su asesino. Mientras tanto, los nuevos inversores promovieron a Domenico De Sole, educado en Estados Unidos, del cargo de abogado de familia a presidente de Gucci América en 1994 y presidente ejecutivo de toda la empresa en 1995.
La compañía había contratado previamente a Dawn Mello en 1989 como editor y diseñador de prêt-à-porter para restablecer su reputación. Consciente de la imagen empañada de Gucci y del valor de su marca, Mello contrató a Tom Ford en 1990 para diseñar una línea prêt-à-porter. Ford fue ascendido al puesto de director creativo en 1994. Antes de que Mello regresara a su puesto como presidenta del minorista estadounidense Bergdorf Goodman, ella inició el regreso de la sede de Gucci desde el centro de negocios de Milán a Florencia, donde sus tradiciones artesanales estaban arraigadas. Allí, ella y Ford redujeron la cantidad de productos Gucci de 20,000 a 5,000.
Había setenta y seis tiendas Gucci en todo el mundo en 1997, junto con numerosos acuerdos de licencia. Ford fue instrumental en el proceso de toma de decisiones con De Sole cuando el Grupo Gucci adquirió a Yves Saint Laurent Rive Gauche, Bottega Veneta, Boucheron, Sergio Rossi y, en parte, con Stella McCartney, Alexander McQueen y Balenciaga. Para 2001, Ford y De Sole compartían la responsabilidad de las decisiones comerciales más importantes, mientras que Ford dirigía simultáneamente el diseño en Yves Saint Laurent y en Gucci.
Sin embargo, el conglomerado francés Pinault-Printemps-Redoute (PPR) obtuvo la propiedad del 60 por ciento de las acciones del Grupo Gucci en 2003. Women's Wear Daily anunció la salida de Domenico De Sole y Tom Ford del Grupo Gucci cuando sus contratos expiraron en abril de 2004. La última colección de primavera bajo la dirección de Ford y De Sole fue un éxito de la crítica y comercial. En medio de especulaciones generalizadas en la prensa de moda sobre el heredero de Ford, la compañía anunció en marzo de 2004 que sería reemplazado por un equipo de diseñadores más jóvenes promovidos de las filas del personal de la compañía.

## Gucci en el cine
En febrero de 2020 se anunció que Ridley Scott iba a dirigir una película sobre el polémico asesinato de Maurizio Gucci, nieto y heredero del imperio de su abuelo (véase La casa Gucci, que finalmente se estrenó en el 2021). En esta historia, en la que se ve implicada la Mafia,[cita requerida] tras un largo proceso se condenó por el crimen a su exmujer Patrizia Reggiani. MGM dio luz verde a este proyecto, basado en el libro-reportaje "The House of Gucci: A Sensational Story of Murder, Madness, Glamour, and Greed". El proyecto cinematográfico contó con la presencia de Adam Driver, en el papel de Maurizio Gucci, y Lady Gaga como su exesposa.[cita requerida]
Patrizia Reggiani pasó 16 años en la cárcel, los últimos tras rechazar la libertad condicional, pues decía que nunca había trabajado y no iba a comenzar ahora, y prefería estar en la cárcel. Al salir, recibió una compensación vitalicia de 1 millón de euros al año. Sin embargo, enseguida se metió en otra batalla legal, esta vez con sus hijas y con su madre, que pretendían inhabilitarla.[cita requerida]

## Marcas
El grupo Kering mantiene intereses comerciales y representación societaria en las siguientes marcas:
- Moda
  - Gucci (100%)
  - Yves Saint Laurent (100%)
  - Sergio Rossi (100%)
  - Bottega Veneta (78.5%)
  - Alexander McQueen (51%, en perfume, 100%)
  - Stella McCartney (50%, en perfume, 100%)
  - Balenciaga (91%)

- Perfumes
  - Roger Gallet
  - Boucheron (también joyería y relojes)
  - Ermenegildo Zegna
  - Óscar de la Renta
  - Van Cleef & Arpels
  - Fendi
  - Armani
  - Mémoire d´une Odeur
  - Creed

- Relojes
  - Bedat & Co (85%)

- Bolsas
- Cosméticos
- Accesorios

## Eventos y desfiles
Entre los desfiles más impactantes y relevantes en la historia de Gucci, se encuentra el desfile de Otoño-Invierno 2016-2017 ejecutado en la Semana de la Moda de Milán. 
Gracias al director creativo de la marca, Alessandro Michele, el desfile dio lugar a la vuelta más impactante de la marca, que ha transformado la imagen de Gucci y, según los últimos datos financieros debido a esta colección los números han subido un 4%. El famoso diseñador representó en dicha colección la re-interpretación de algunas piezas emblemáticas de los 70s elaboradas por Gucci, con la finalidad de representar el estilo vintage en la actual y moderna época en la que vivimos. 
El desfile de Otoño-Invierno 2016-2017 contaba con una escenografía moderna y de gran impacto, ya que se mostró tras una pantalla semitransparente con luces estroboscópicas a las modelos. Además, el evento contaba con animales (osos, monos y serpientes), que se encontraban pintados con diferentes técnicas en la piel y prendas de las modelos.
Entre los eventos más nombrados de Gucci en Europa, se encuentra la fiesta de reapertura de la tienda física de la marca en Madrid, ubicada en la calle Serrano, llamada Wild for the Night.

## Controversias
En junio de 2012, Gucci ganó una demanda de marca registrada contra Guess con una compensación de 4.7 millones de dólares en daños y perjuicios. El 16 de octubre de 2013, Gucci ganó una demanda de falsificación y ciberocupación de marcas registradas en un tribunal federal de distrito de los Estados Unidos en Fort Lauderdale, Florida, contra varias empresas en línea. Gucci ganó una orden judicial permanente, que ordenó la "entrega inmediata a Gucci de 155 nombres de dominio utilizados en la operación de falsificación", y una compensación de 144,2 millones de dólares, que incluye intereses.
El 5 de noviembre de 2013, la Oficina de Propiedad Intelectual del Reino Unido emitió un fallo que decía que Gucci había perdido los derechos de su marca comercial GG en el Reino Unido "en una versión del logotipo de GG en cuatro categorías, que abarcan pulseras, bolsos, bufandas y abrigos". La firma alemana de ropa Gerry Weber solicitó revocar "la marca registrada debido a su 'no uso' en los períodos de 2003 a 2008 y de 2007 a 2012". Sin embargo, "según Gucci, el fallo no afecta el uso de su logotipo GG en la región" porque "Gucci es el propietario de varios otros registros válidos para esta marca, incluida una marca comunitaria (que cubre la Unión Europea) para su icónico logotipo de GG y esos derechos son directamente exigibles en el Reino Unido". El 6 de noviembre de 2013, Gucci ganó una demanda por infracción de marca registrada y actividades de competencia desleal contra Guess en el Tribunal Popular Intermedio de Nankín de la República Popular de China. Gucci afirmó que Guess estaba "imitando sus colecciones e imagen". En diciembre de 2014, un subcontratista de Gucci en Italia dijo a los periodistas de investigación que Gucci sabía que empleaba de manera irregular a trabajadores chinos que trabajaban hasta 14 horas al día.